# Programme d'Hertenstein
Les douze thèses du programme d'Hertenstein furent acceptées le 19 septembre 1946 à Herstenstein en Suisse. La conférence était conduite par des représentants du fédéralisme européen. Elle conduisit à deux autres conférences à Luxembourg et à Bâle puis plus tard à la création de l'Union des fédéralistes européens (UEF) en décembre 1946 à Paris. Le 19 septembre 1946 Winston Churchill avait tenu un discours à l'école polytechnique fédérale de Zurich en rapport avec les États-Unis d'Europe qui eut de l'influence sur les conférences sus-citées

## Compléments